# Werner Spingler
Werner Arnold Spingler (* 4. August 1927 in Schaffhausen; † 8. Januar 2025) war ein deutscher Medizintechniker und Unternehmer.

## Leben
Werner Spingler wurde am 4. August 1927 als Sohn von Eugen Spingler und seiner Frau Stefanie (geb. Zureich) im Schweizer Schaffhausen geboren. Er wuchs zunächst in Jestetten auf und von 1937 ab dem Alter von zehn Jahren in Oberndorf. Bei der Firma Mauser absolvierte er dort ab 1941 eine Mechanikerlehre. Als 17-Jähriger wurde er im Januar 1945 in die Wehrmacht eingezogen und an die Ostfront gegen die Russen geschickt. Am 6. Mai 1945 floh er aus einem Lazarett nach Österreich und geriet so in US-amerikanische Gefangenschaft, die 14 Tage andauerte und er entging so einer russischen Gefangenschaft.
Nach dem Zweiten Weltkrieg arbeitete er gemeinsam mit seinem Vater bei der Firma SIG in Neuhausen am Rheinfall in der Schweiz. 
Im Jahr 1952 wanderte er in die USA aus. Anfang der 1960er Jahre war Spingler der Chefingenieur der Firma B.G. Sulzle Inc. in Syracuse im US-Bundesstaat New York, als er gebeten wurde: „Werner, we need smaller needles (Werner, wir brauchen kleinere Nadeln)“. Der Hersteller chirurgischer Nadeln war nicht dazu in der Lage, die notwendigen Nadeln zu produzieren. Zum damaligen Zeitpunkt gab es keine Werkzeuge für die Gefäßchirurgie.
Spingler ging Mitte der 1960er Jahre mit seiner Familie nach Jestetten zurück. Gemeinsam mit Eugen Tritt gründete er 1966 in Jestetten das Medizintechnikunternehmen Spingler & Tritt (S&T) und wurde so führend, was die Entwicklung und Herstellung von Operationsbesteck für die Mikro- und Gefäßchirurgie betrifft. Unter anderem wurden Gefäßklemmen entwickelt. In Zusammenarbeit mit führenden Mikro- und Neurochirurgen wurde S&T zum weltweit bedeutendsten Hersteller chirurgischer Nadeln mit Sitz in Neuhausen am Rheinfall.
Im Mai 2019 erhielt Spingler die Ehrendoktorwürde der Technischen Universität Cluj-Napoca (Rumänien).

## Privates
Spingler war mit seiner Frau Martha verheiratet und hatte mit ihr vier Söhne (Benno, Rolf, Thomas Werner und Markus Spindler). Benno ist Produktionsmanager bei S&T. Rolf erlernte den Feinmechaniker-Beruf bei S&T und wurde selbstständiger Technologieberater. Thomas Werner ist Inhaber und Geschäftsführer von TWS Dienstleistungen in Jestetten. Markus ist Inhaber und CEO von S&T.
Werner Spingler starb am 8. Januar 2025 im Alter von 97 Jahren. Er wurde am 17. Januar 2025 auf dem Friedhof Jestetten beigesetzt.

## Auszeichnungen und Preise
- Ehrendoktorwürde der Technischen Universität Cluj-Napoca